# 7140 Osaki
7140 Osaki eller 1994 EE1 är en asteroid i huvudbältet som upptäcktes den 4 mars 1994 av den japanska astronomen Takao Kobayashi vid Ōizumi-observatoriet. Den är uppkallad efter Yoji Osaki.
Asteroiden har en diameter på ungefär 4 kilometer.